# Ganesh Prasad Timilsina
Ganesh Prasad Timilsina (en népalais : गणेश प्रसाद तिमिल्सिना) est un homme politique népalais appartenant au Parti communiste du Népal (marxiste-léniniste unifié). Lors des élections à l'Assemblée nationale de 2018, il est élu dans la province de Gandaki. Il est ensuite nommé président de l'Assemblée nationale et prête serment le 15 mars 2018.